# 北京现代音乐研修学院
北京现代音乐研修学院，是一所位于中国北京的民辦非學歷高等教育機構，專攻現代音樂方向。创立于1993年，并于1996年开始实行全日制教学。现为中国大陆学校规模最大的独立现代音乐学院之一。

## 所设院系
- 流行演唱学院
- 国际舞蹈学院
- 爵士乐学院
- 音乐科技学院
- 音乐教育学院
- 影视戏剧学院
- 北音附中（全称“北京市现代音乐学校”，为北京现代音乐研修学院的附属中专专业学校）

## 知名校友
北音校友：江映蓉、苏运莹、弦子、金瀚、艾热、艾福杰尼、陈梓童、郭顶 、孟佳、钱锟（WayV成员）、嘉羿、何昶希、李紫婷、刘些宁、蔡语冰 , 侯明昊、姜潮 、吴映香、徐明浩（SEVENTEEN成员）、小鬼王琳凱、朱星杰、吴俊余、梓渝
北音附中校友：吴磊、马可 、文淇、刘雨昕、锺辰乐（NCT Dream成员）、黄仁俊（NCT Dream成员）、宁艺卓（Aespa成员）、李宏毅